# Stanislav Lobotka
Stanislav Lobotka (* 25. November 1994 in Trenčín) ist ein slowakischer Fußballspieler. Der Mittelfeldspieler spielt seit Januar 2020 beim italienischen Serie-A-Verein SSC Neapel und ist seit November 2016 slowakischer Nationalspieler.

## Karriere

### Verein
Für den FK AS Trenčín debütierte Lobotka am 4. März 2012 im Spiel gegen den FK Dukla Banská Bystrica in der Corgoň Liga Zur Saison 2013/14 wechselte er leihweise zum niederländischen Zweitligisten Jong Ajax, der Reservemannschaft von Ajax Amsterdam. Ajax sicherte sich außerdem eine Kaufoption für Lobotka. Für Ajax II bestritt er sein Ligadebüt am 9. August bei der 0:2-Niederlage gegen den FC Oss, als er in der Halbzeitpause eingewechselt wurde. Sein erstes von drei Saisontoren erzielte er am 21. Oktober gegen die VVV-Venlo.
Am 25. August 2015 wechselte Lobotka in die dänische Superliga zum FC Nordsjælland. Sein erstes Ligaspiel für die Wild Tigers absolvierte er fünf Tage später gegen Brøndby IF. In seiner ersten Saison 2015/16 stand er in 26 von 27 möglichen Ligaspielen am Feld und wurde zu Nordsjællands Spieler des Jahres gewählt. Nach einer starken Saison 2016/17 wurde er erneut zum Spieler des Jahres gekürt.
Am 15. Juli 2017 wechselte Lobotka zum Primera-División-Verein Celta Vigo. Bei der Mannschaft aus Galicien unterschrieb er einen Fünfjahresvertrag. In der Saison 2017/18 absolvierte Lobotka alle 38 Ligaspiele, in denen er drei Tore vorbereiten konnte. In der folgenden Spielzeit 2018/19 kam er in 31 Ligaspielen zum Einsatz.
Am 15. Januar 2020 wechselte Lobotka für eine Ablösesumme in Höhe von 20 Millionen Euro zum italienischen Erstligisten SSC Neapel, wo er einen 4-1/2-Jahres-Vertrag unterzeichnete.

### Nationalmannschaft
Nachdem er für die Slowakei in mehreren Jugendauswahlen gespielt hatte, wurde er im November 2016, anlässlich der Freundschaftsspiele gegen Österreich und Litauen, zum ersten Mal für die Slowakische A-Auswahl einberufen. Am 15. November debütierte er gegen Österreich, als er für die zweite Spielhälfte ins Spiel kam.
Zur Fußball-Europameisterschaft 2021 wurde er in den slowakischen Kader berufen, kam aber mit diesem nicht über die Gruppenphase hinaus.

## Erfolge
- Italienischer Pokalsieger: 2019/20
- Italienischer Meister: 2022/23, 2024/25
- Slowakeis Fußballer des Jahres: 2023, 2024
- Team des Jahres der Serie A: 2023